# Futebol participativo
Reconhecido com um dos principais eventos esportivos da capital pernambucana, o Futebol Participativo é promovido pela Prefeitura do Recife, sendo realizado em mais de 30 campos da cidade.
 Além de coordenar as competições, o município é responsável em oferecer os profissionais da arbitragem. Os campos onde acontecem as partidas também ganham redes e bolas da prefeitura.
Cada time pode inscrever até 30 jogadores. A média é de 22 jogadores por seleção, o que corresponde a mais de 10 mil participantes. Todas as partidas, tanto da fase inicial como os jogos das semifinais e finais, foram arbitradas por profissionais. Para isso, foi firmada uma parceria entre a Prefeitura do Recife e o Sindicato dos Árbitros Profissionais de Futebol do Estado de Pernambuco.